# Acte d'indépendance de l'Empire mexicain
L'Acte d'indépendance de l'Empire mexicain est le document par lequel le Mexique déclare son indépendance de l'Empire espagnol le 28 septembre 1821. Il conclut la guerre d'indépendance du Mexique.

## Histoire
Le 21 juillet 1821, le nouveau vice-roi de la Nouvelle-Espagne Juan O'Donojú arrive à Veracruz. Il découvre que tout le pays, à l'exception d'un petit nombre de villes dont Veracruz, Mexico et Acapulco soutient le plan d'Iguala du général rebelle Agustín de Iturbide, qui prévoit l'indépendance du Mexique. Le 24 août, il signe avec Iturbide le traité de Córdoba, par lequel il se rallie à titre personnel au plan d'Iguala.
Le 13 septembre 1821, O'Donojú rencontre Francisco Novella, vice-roi par intérim, et Iturbide à l'hacienda de la Patera, près de Villa de Guadalupe, pour arranger les détails de la passation de pouvoirs. Novella ordonne alors aux troupes espagnoles de quitter Mexico. Les troupes quittent la capitale dès le 21 septembre et les insurgés y entrent le 24. Le 26 septembre 1821 O'Donojú, puis le 27 septembre 1821 Iturbide décrètent l'indépendance du Mexique. O'Donojú ainsi que 33 autres personnalités font partie du gouvernement provisoire que dirige Iturbide.
Le 28 septembre 1821 une junte provisoire déclare le gouvernement mexicain constitué sur les bases du plan d'Iguala et du traité de Córdoba. Elle est présidée par Antonio Pérez Martínez y Robles. L'Acte d'indépendance est rédigé par le secrétaire de la junte, Juan José Espinosa de los Monteros, et signé par 35 de ses 38 membres. Le même jour, Agustín de Iturbide est désigné premier chef de l'armée impériale des Trois Garanties et président de la Régence, avec le titre de Majesté.

## Texte de l'Acte d'indépendance
Il est écrit :
« La nación mexicana que por trescientos años ni ha tenido voluntad propia, ni libre el uso de la voz, sale hoy de la opresión en que ha vivido. Los heroicos esfuerzos de sus hijos han sido coronados y está consumada la empresa eternamente memorable que un genio superior a toda admiración y elogio, por el amor y gloria de su patria, principió en Iguala, prosiguió y llevó a cabo arrollando obstáculos casi insuperables.

Restituida, pues, cada parte del Septentrión al ejercicio de cuantos derechos le concedió el autor de la naturaleza, y reconociendo por inajenables y sagrados las naciones cultas de la tierra, en libertad de constituirse del modo que más convenga a su felicidad, y con representantes que pueden manifestar su voluntad y sus designios, comienza a hacer uso de tan preciosos dones y declara solemnemente por medio de la Junta Suprema del Imperio, que es una nación soberana e independiente de la antigua España, con la que en lo sucesivo no mantendrá otra unión que la de una amistad estrecha en los términos que prescriben los tratados; que entablará relaciones amistosas con las demás potencias, ejecutando respecto a ellas, cuantos actos pueden y están en posesión de ejecutar las otras naciones soberanas; que va a constituirse con arreglo a las bases que en el Plan de Iguala y Tratados de Córdoba estableció sabiamente el primer jefe del Ejército Imperial de las Tres Garantías, y en fin que sostendrá a todo trance y con sacrificio de los haberes y vidas de sus individuos (si fuere necesario) esta declaración hecha en la capital del imperio a 28 de septiembre de 1821, primero de la independencia mexicana »
« La nation mexicaine, qui pendant trois cents ans, n'a eu ni volonté propre ni libre usage de sa voix, sort aujourd'hui de l'oppression dans laquelle elle a vécu. Les efforts héroïques de ses fils ont été récompensés et voici aboutie l'entreprise éternellement mémorable qu'un génie supérieur à toute admiration et éloge, pour l'amour et la gloire de sa patrie, commença à Iguala, poursuivit et mena à terme, écartant des obstacles presque insurmontables.
Est ainsi restituée chaque partie du Septentrion à l'exercice desquelles des droits furent donnés par l'auteur de la nature, et reconnaissant aux nations civilisées de la terre comme inaliénable et sacrée la liberté de se constituer de la façon qui convienne le mieux à leur bonheur, et par des représentants aptes à manifester sa volonté et ses desseins, commence à faire usage de dons si précieux et déclare solennellement, par le biais de la Junte Suprême de l'empire, qu'elle est une nation souveraine et indépendante de la vieille Espagne avec laquelle elle n'aura dorénavant d'autre lien que celui d'une amitié étroite dans les termes prescrits par les traités ; qu'elle établira d'amicales relations avec les autres puissances, exécutant les mêmes actes que peuvent et sont en droit d’exécuter les autres nations souveraines ; qu'elle se constituera conformément à ce que le premier chef de l'armée impériale des Trois Garanties établit sagement dans le plan d'Iguala et lors du traité de Córdoba ; et enfin qu'elle soutiendra, de toutes ses forces et (si nécessaire) par le sacrifice des biens et des vies de ses individus, cette déclaration faite en la capitale de l'empire le 28 septembre 1821, premier de l'indépendance mexicaine. »

## Membres de l'Assemblée provisoire gouvernementale suprême
Président de l'assemblée, José Mariano de Sardaneta y Llórente (1821-1822),
Secrétaire, José Rafael Suárez Pereda (1821-1822)
| 1. Anastasio Bustamante y Oseguera 2. Antonio Joaquín Pérez Martínez 3. Antonio de León y Gama 4. José Carlos María Bustamante 5. Francisco Manuel Sánchez de Tagle 6. Francisco Severo Maldonado 7. José Ignacio García Illueca 8. Isidro Ignacio Icaza 9. José Isidro Yañez 10. José Manuel Mariano Aniceto Sartorio 11. José Manuel Velázquez de la Cadena 12. José María Fagoaga 13. José María Cervantes y Velasco 14. José María Echever Valdivieso Vidal de Lorca 15. José María Jáuregui |  | 1. José Mariano de Sardaneta y Llórente 2. José Mariano Almanza 3. José Domingo Rus 4. José Miguel Guridi y Alcocer 5. José Rafael Suárez Pereda 6. Juan Orbegoso 7. Juan José O'Donojú O'Ryan 8. Juan Francisco Azcárate y Lezama 9. Juan José Espinosa de los Monteros 10. Juan María Cervantes y Padilla 11. Juan Bautista Lobo 12. Juan Bautista Raz y Guzmán 13. Nicolás Campero 14. Matías Monteagudo 15. Manuel de la Bárcena |  | 1. Manuel de Heras Soto 2. Manuel Velázquez de León 3. Manuel Montes Argüelles 4. Manuel Sotarriva 5. Manuel Martínez Mancilla 6. Miguel Sánchez Enciso 7. Miguel Cervantes y Velasco 8. Pedro José Romero de Terreros |